# Basin Pocket
Basin Pocket is een plaats in de Australische deelstaat Queensland. Deze plaats telt 865 inwoners (2011). 